# Marie Lafargue
Ne doit pas être confondu avec Marie Lafarge.
Pour les articles homonymes, voir Lafargue.
Marie Lafargue, née Marie Bidart le 13 novembre 1871 à Bayonne et morte le 23 juillet 1932 à Biarritz, est une chanteuse française d'opéras,,.

## Biographie
Marie Bidart est la fille de Pierre Eugène Bidart, limonadier et d'Etiennette Bouheben.
Elle étudie au conservatoire de Paris. Élève d'Edmond Duvernoy, elle obtient en 1894, un premier prix d'opéra et un premier prix de chant. Elle  fait ses débuts, à l’Opéra de Paris, dans le rôle de Desdémone dans Otello, le 19 avril 1895. Elle y reste jusqu'en 1899 et chante Aida, Donna Anna (1896) et Valentine.
En 1902, elle signe un engagement avec le théâtre international lyrique de Milan.
En 1903, elle chante Marguerite dans La Damnation de Faust au théâtre Sarah Bernhardt. Elle fait ses débuts à l'Opéra-Comique dans le rôle-titre de Carmen, le 4 juin 1905, qu'elle jouera 389 fois et reste à l'Opéra-Comique jusqu'en 1912, chantant aussi dans Werther,, Cavalleria rusticana, Les Contes d'Hoffman, La Navarraise, et Tosca.
Fin 1911, sa carrière est compromise par des ennuis de santé, qui nécessite une opération.
En plus de ses représentations à Paris, Lafargue a chanté dans de nombreux grands théâtres français ainsi qu'à Bruxelles, Buenos Aires et Le Caire,,.
En avril 1914, Marie Lafargue présente Paul Bolo à Youssouf Saddik pacha, secrétaire du khédive Abbas Hilmi qui lui confie le soin de négocier avec la compagnie de Suez, le renouvellement de la concession du canal. Bolo s'engage à verser à Lafargue une commission de 10% sur sa part de bénéfices. En 1916, Bolo lui fait un prêt de 20 000 francs à 5%,,,.

## Créations
- 1895 : Guernica, drame lyrique, livret de Pedro Gailhard et Pierre-Barthélemy Gheusi, musique de Paul Vidal, création à l'Opéra-Comique (salle du Châtelet) le 07 juin[25].
- 1895 : Frédégonde, à l'opéra de Paris, 18 décembre, Brunhilda[note 1]
- 1902 : Fedora, première française au théâtre du Grand Casino de Vichy le 17 août, rôle de Fédora[26],[27],[28].
- 1909 : Quo Vadis ?, opéra de Jean Noguès, livret d'Henri Cain, d'après Henryk Sienkiewicz, théâtre de la Gaité, 26 novembre, Lygie[29],[30],[31],[32].
- 1910 : Maguelone, drame lyrique de Michel Carré, musique d'Edmond Missa, au théâtre lyrique municipal de Lyon[33].
- 1911 : Elsen, de Jean Ferval et Adalbert Mercier, à la Gaîté-Lyrique, 28 mars, Elsen[34],[35],[36].

## Vie privée
Elle se marie avec Gaston Ulmann à Paris 17e, le 24 juin 1899,,,, directeur du théâtre de Nancy, de Lyon et du théâtre d'Alger. Ils divorcent en 1908.

## Distinctions
- Officier de l'Instruction publique en 1907[40].

## Iconographie
- Buste en terre cuite par André Paul Arthur Massoulle, exposée au salon des artistes de 1897[43],[44].